# (16410) 1986 QU2
A (16410) 1986 QU2 a Naprendszer kisbolygóövében található aszteroida. Henri Debehogne fedezte fel 1986. augusztus 28-án.